# Tizona Comunicación
Tizona Comunicación és una empresa de comunicació relacionada amb el partit polític ultradretà Vox. Constituïda el 17 de juliol de 2018, té la seu a Madrid i declara tenir una facturació de vora 500.000 euros amb un capital social declarat el 10 d'abril de 2020 de més de 100.000 euros.
L'empresa és propietat de Gabriel Ariza, fill de l'amo d'Interconomía, Julio Ariza, i també de Kiko Méndez Monasterio, assessor de Santiago Abascal. Tizona Comunicación no només s'ha dedicat a la comunicació sinó també a la consultoria, arribant a tenir en net als seus comptes segons una investigació del diari El Plural fins a 13.799 euros l'any 2018, 682.342 el 2019, 1.398.621 euros el 2020, 1.224.012 el 2021 i 453.179 l'any 2022. El seu capital social es valoraria en uns 301.858 euros dels quals el 70% de la facturació serien "altres despeses d'explotació" i que ascendirien a uns 2,7 milions d'euros. L'any 2022 aquesta agència gastaria el 99 dels seus ingressos en "serveis externs" i el seu "entramat societari" vinculat a Vox i que l'exportaveu Macarena Olona denuncia com que es gastaven en "putes i varis". Vox utilitzà a més la seva fundació Disenso, creada l'any 2020 i presidida per Santiago Abascal, com a organisme sense ànim de lucre per "desviar diners a tercers" entre els quals Tizona Comunicación i els seus propietaris. El Diario.es publicaria que de l'any 2020 al 2023 al voltant de set milions d'euros haurien anat a parar a Disenso que s'haurien repartit entre el personal i les "altres despeses". Tizona Comunicación tindria el seu domicili fiscal a la direcció física de Nicasio Gallego 9 i que fou la seu de Vox el 2019, i que és on la fundació Disenso celebra esdeveniments, conferències, i col·loquis, a més de realitzar-hi els cursos de formació, assessorament i preparació dels membres del partit. En aquesta mateixa ubicació es trobaria també l'Institut de Ciències Socials, Econòmiques i Polítiques, el qual és propietat també de Tizona Comunicación, i en la qual serien professors el mateix Kiko Méndez Monasterio; el propietari del Grup Intereconomia i pare de Gabriel Ariza, Julio Ariza; el vicepresident d'acció política de Vox, Jorge Buxadé; el coronel Pedro Baños o el president de LaLiga, Javier Tebas, entre d'altres.